# 連弩
連弩（れんど）とは、連射機構、もしくは一度に矢を撃ちだせる機構を備えた弩の一種である。
一般的には、弦を引き、矢を設置し、射出するという別々の動作を、弩を構えた状態のまま、片手の一動作で完了できる弩を指す。これは通常の弩よりも高い発射速度を与える。古代のより複雑な設計のものはチェーン駆動により作動した。幾本かのボルトを収容した弾倉が弩の頂部にあり、また長方形のレバーを前後に動かすことにより機構が作動した。
バリスタのように固定式にして攻城戦に使われたもの、矢を並べて一度に打ち出すなど数々の改良が試みられた。

## 歴史
『史記』に秦の始皇帝が連弩を用いて鮫を射たという記述も見られるほど、古くから使用されていた武器である。

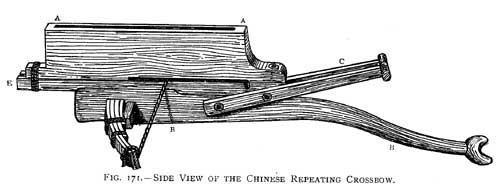
中国（明代）の諸葛弩。リムに複合的なリカーブのない型。実戦投入された一種にはリカーブが施された。

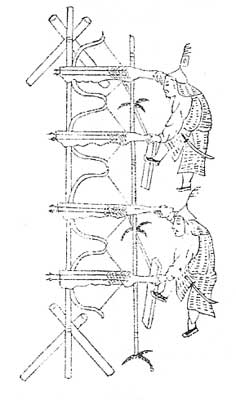
複数の弩を足元のペダルで連射するタイプの連弩。街亭の戦いなどで使用されたと言われる。

中国の諸葛弩は単純な設計による機構である。これはまた連弩としても知られており、既に存在していた連弩の技術をより発展させたのは三国時代の戦略家である諸葛亮（181年-234年）であるとされる。しかし湖北省の秦家嘴にある第47号墓から出土した弩は、年代が紀元前4世紀と示された。諸葛亮は連弩の設計を改善し、八陣形で用いる、一度に複数本の矢を撃ち出す型式の弩を作り出した。この理由から連発式の弩をそれは彼の名にちなみ諸葛弩と呼ぶ。他の連弩は弾倉を使い果たす前に10本の矢を撃ち出した。弾倉内の矢は、レバーの前後により単純に押し引きされ、射撃と再装填がなされる。こうした動作により15秒で10本の矢を放つことができ、この後に弾倉は再装填される。古代の軍隊によって用いられた兵器は、より強力さを追求し、複合的なリカーブ（リム部分の反り返り）を持つ派生型へと発達した。リカーブを施した連弩は、通常のリカーブを施した弩と比べて一般に威力がまだ弱く、包囲戦や盾による援護のもとで主用された。リカーブのない型式の連弩は、しばしば家の自衛用とされた。連弩の最終的な実戦投入は日清戦争であり、写真では清朝兵士の一般的な装備が連弩であることが示されている。この兵器の基本的な構造は発明以来まったく変化がないままであり、最も長く使われ続けた機械式兵器の一つとなっている。
中国大陸を訪れた世宗（1418年-1450年）はこの兵器を視察して感銘を受け、彼により連弩が朝鮮へと伝播した。連弩は朝鮮において手弩弓と呼ばれた。
ギリシャのエンジニアであるビザンチウムのフィロンはより複雑な装置について記述した。この攻城兵器はポリボロスと呼ばれる連射式のバリスタであり、紀元前3世紀にアレクサンドリアのデュオニソスによって発明されたとみなされている。二列の平坦に連結されたチェーンが巻き上げ機に接続しており、これが巻き上げや巻き下げを行うと、弾倉が空になるまでこの機械は内部の矢を自動的に発射する。この機械には技術史の記録上、最初期のチェーン駆動装置が装備されている。中国の連弩は他の弩に比べて弦の引き戻す力が弱く、そのため矢は、しばしば軽い傷から死に至らしめる毒に浸された。
2007年、Chad Houseknechtは現代での連弩を作り出した。この連弩はディスカバリー・チャンネルの番組である「ウェポン・マスターズ」のために製造されたもので、諸葛弩をベースとした物である。

## バリエーション・名称の種類
- 元戎（弩もしくは連弩）：三国志で諸葛亮が作ったと言われる物。
- 損益連弩：魏氏春秋にて「損益連弩、謂之元戎」と記述がみられ、元戎と同じ物とみられる。
- 摧山弩：宋の時代の書物 玉海150巻にて諸葛弩の通称と書かれてる。